# Klášter Paulinzella
Klášter Paulinzella je bývalý benediktinský klášter v durynské obci Paulinzella. Byl založen v letech 1102–1105 a osazen mnichy z Hirsau, kteří s sebou přinesli i stavební styl. Kostel inspirovaný clunyjskou reformou byl vysvěcen roku 1124. Roku 1534 byl klášter zrušen, do dnešní doby se dochovaly působivé ruiny.